# Benjamin Goodhue
Benjamin Goodhue, född 20 september 1748 i Salem, Massachusetts, död där 28 juli 1814, var en amerikansk politiker.
Han utexaminerades 1766 från Harvard College. Han var ledamot av delstatens representanthus 1780-1782 och ledamot av delstatens senat 1786-1788. Goodhue valdes 1789 till den första kongressen som ledamot av representanthuset från Massachusetts. Han lämnade representanthuset 1796 för att tillträda som ledamot av USA:s senat. Han var senator för Federalistpartiet fram till sin avgång 8 november 1800.
Goodhues grav finns på Broad Street Cemetery i Salem, Massachusetts.